# Rovca
Rovca es un pueblo ubicado en el municipio de Berane, en Montenegro.

## Demografía
Hasta 2011 la población era de 95 habitantes, conformada por 24 hogares y 48 viviendas.
| 244                                                              | 251 | 246 | 222 | 194 | 110 | 105 | 95 |
| (Fuente: Population statistics of Eastern Europe & former USSR.) |     |     |     |     |     |     |    |

| Etnicidad                                           | Número | Porcentaje |
| --------------------------------------------------- | ------ | ---------- |
| Serbios                                             | 49     | 46,66 %    |
| Montenegrinos                                       | 43     | 40,95 %    |
| Otros                                               | 13     | 12,38 %    |
| Fuente: Republic of Montenegro. Statistical Office. |        |            |